# Paul Bouvier
 (mars 2019).
- Si vous ne connaissez pas le sujet, laissez ce bandeau (vous pouvez alors contacter les auteurs).
- Si vous supprimez le contenu mis en cause (vous pouvez préalablement contacter les auteurs),

argumentez précisément cette suppression dans la page de discussion
(un manque de référence n'est pas un argument ; une recherche réelle de référence doit avoir été effectuée, être formellement documentée).
 (mars 2019).
Paul Bouvier est un architecte et aquarelliste suisse né le 30 mai 1857 à Neuchâtel et mort dans la même ville, le 27 mars 1940. 
Après des études secondaires et un apprentissage d’architecte à Neuchâtel, il entre à l’École des Beaux-Arts à Paris en 1878 ; il obtient le diplôme de la section d’architecture.
Il séjourne en Italie et en Afrique du Nord. Puis il exerce sa profession d’architecte en Suisse ; il se spécialise dans l’architecture éphémère pour réaliser des pavillons d’expositions en Suisse et en Europe.
Dès 1910, il se consacre exclusivement à l’aquarelle, à part quelques rares huiles, dessins ou lithographies. Ses sujets sont les environs de Neuchâtel, en particulier, les bords de lac qu’il peint avec un mélange de 4 couleurs. 
Ses aquarelles ornent les salons de familles neuchâteloises. Plus d’une centaine d’entre elles ont été acquises lors de ventes aux enchères ces 20 dernières années. Des expositions lui ont été consacrées en 1948, 1984, 2016 et 2019.
Il s'engage également dans le milieu associatif. 
Il est fait chevalier de la Légion d’Honneur en 1937.
Aquarelle de Paul Bouvier : Bord de rive avec arbres

## Biographie

### Origines familiales
Paul Bouvier est né le 30 mai 1857 à Neuchâtel, dans la maison familiale de ses parents, située dans le quartier de l'Évole. Ses parents sont François Bouvier, négociant en vins, originaire de Neuchâtel et Peseux et Elisa Dufour, originaire de Genève. Il est le deuxième d'une fratrie de cinq enfants.
La famille Bouvier avait fondé, en 1811, la première entreprise neuchâteloise de vins mousseux dite à l’époque « méthode champenoise », devenue Bouvier Frères.

### Les années de formation
Il fait ses études primaires et secondaires à Neuchâtel. Il reçoit des premiers prix de dessin. Il suit également des cours privés de dessin et de peinture chez Fritz Landry (célèbre en Suisse pour la gravure de la pièce de 20 Francs-or dite « Vreneli »). À 16 ans, il arrête sa scolarité au Gymnase Littéraire de Neuchâtel et entre en apprentissage chez les architectes Paul de Pury,  puis William Mayor, entre 1873 et 1876. Ses premiers dessins conservés datent de 1872, ses premières aquarelles de 1875 et ses premières lithographies de 1880.
En 1877, il se rend à Paris. Il fréquente l’atelier d’Ernest-Georges Coquart, ancien Grand Prix de Rome, qui prépare les candidats au concours d’entrée des Beaux-Arts. Malgré les encouragements de son maître, Paul Bouvier renonce à se présenter immédiatement et choisit de perfectionner ses méthodes, particulièrement, en géométrie descriptive et en histoire de l’art. En avril 1878, il est reçu au Concours d’Entrée de l’École des Beaux-Arts de Paris (5e sur 60).
Entre décembre 1879 et juillet 1880, il visite l'Italie, partant de Marseille pour aller à Naples. Il visite Capri et Pompéi, ensuite Rome, et enfin Florence. En villégiature à Cannes à l'été 1880, il effectue en sous-traitance quelques travaux d’architecte. Entre octobre 1880 et avril 1881, il voyage de nouveau. Il passe par Alger, Tunis, la Sicile, Pompéi, Rome, Venise, Trieste, Nice et Marseille. Ses aquarelles peintes en Italie sont exposées à Paris, dans le cadre du club des « Amants de la nature », puis à Neuchâtel aux « Amis des Arts » en 1882.
À partir de 1882, il se consacre principalement à ses études aux Beaux-Arts. Il obtient son diplôme d’architecte en 1886. Il découvre Corot, Courbet et Harpignies, et ignore presque totalement le courant impressionniste. Il écrit dans le journal neuchâtelois la Suisse libérale  : « Ce farceur de Manet, c’est à se tordre les côtes, même pour ceux qui les ont en long ».
Son séjour parisien est entrecoupé d’excursions dans les environs de Paris et en Normandie, et de vacances à Neuchâtel ou dans les Alpes suisses. Chaque déplacement est consacré à de nombreuses aquarelles. On relève aussi quelques activités d’architecture en Suisse.
À partir de 1885, et jusqu’en 1939, Bouvier s’installe dans l’ancienne poudrière du Jardin du Prince à Neuchâtel,  transformée en atelier pour son ami, le peintre suisse Charles-Edouard DuBois (1847-1885).
En 1886, son père meurt. En août 1891, sur le lac de Neuchâtel, le canot à vapeur de la famille Bouvier est éperonné accidentellement par un bateau de ligne. Sa mère et deux autres membres de la famille de Paul Bouvier disparaissent dans l'accident.

### Architecte à Neuchâtel (1885-1910)
Paul Bouvier se fait un nom dans ce qu’on appelle aujourd’hui « architecture éphémère » ; ce sont des constructions temporaires, liées souvent à des expositions :
- En 1887, pour la 5e Exposition Suisse d’Agriculture à Neuchâtel : laiterie modèle et Arc de l’avenue du Crêt ;
- En 1896, pour l’Exposition Nationale Suisse à Genève : Palais des Beaux-Arts et  Village suisse ;
- En 1898, pour le Cinquantenaire de la République à Neuchâtel : Cantine du Mail, Pavillon des Prix et une partie des décors ;
- En 1900, pour l’Exposition Universelle de Paris : architecture des sections suisses ;
- En 1906, pour l’Exposition Universelle de Milan : pavillon de l’horlogerie de la section suisse.

Dans le cadre d’une activité d’architecte classique, il remporte plusieurs prix :
- En 1884, Concours pour l’aménagement du jardin Desor à Neuchâtel (non réalisé)[6]  ;
- En 1886 : premier prix pour un projet de fontaine monumentale à la Place Neuve à Genève ;
- En 1889 : 2e prix pour le projet de maisons à construire au nord du Port de Neuchâtel (pas de 1er prix et projet abandonné)[7] ;
- En 1889 : 2e prix (en collaboration) pour le projet de Musée National à Berne ;
- En 1900 : projet pour la Promenade du Mail à Neuchâtel[6].Phare des Pâquis à Genève

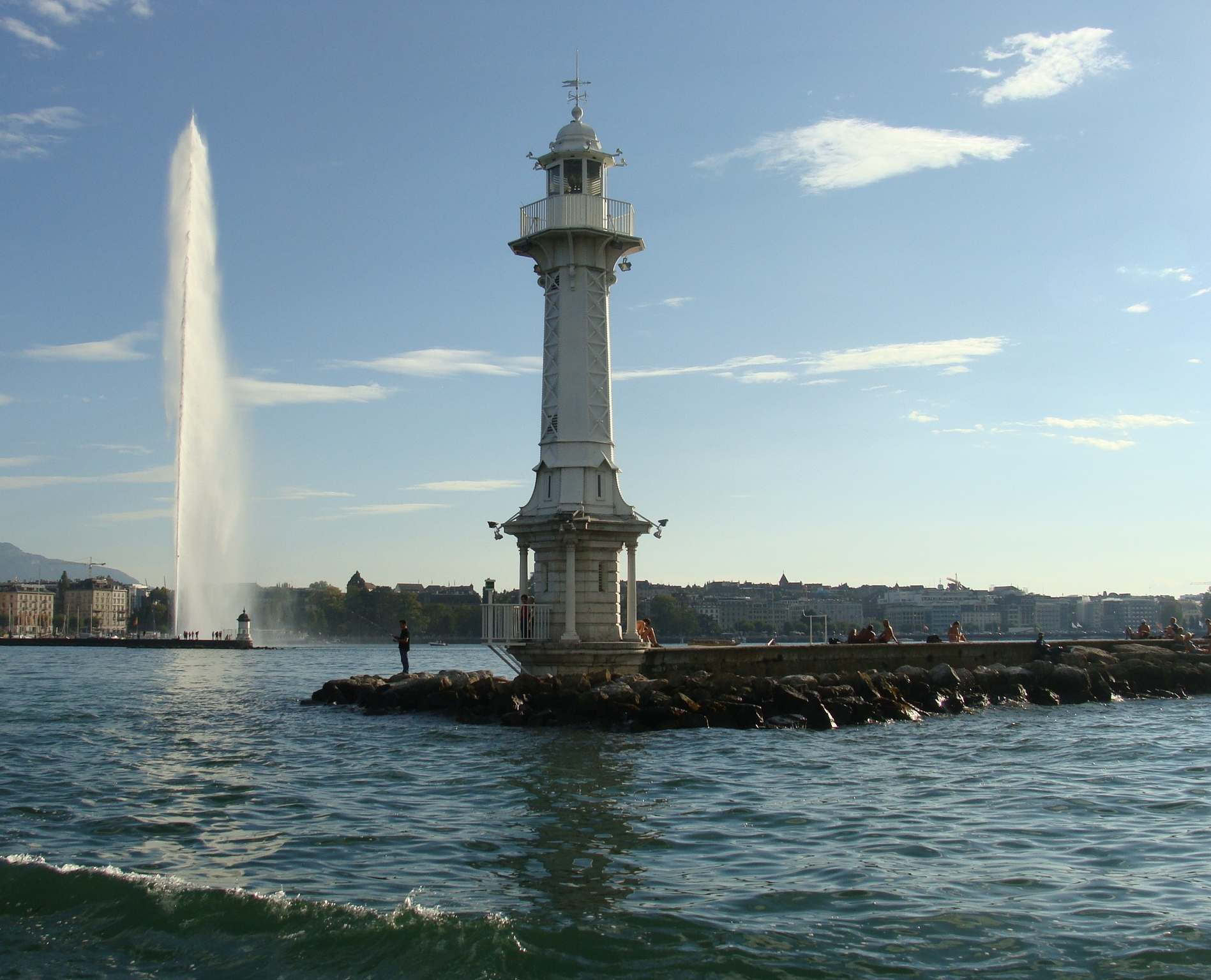
Phare des Pâquis à Genève

Paul Bouvier est membre du jury dans d’autres concours d’architecture.
Parmi les constructions réalisées, on peut relever :
- En 1892, les Bains du Port de Neuchâtel, démolis en 1956[6] ;
- En 1893, la villa Pausilippe à Neuchâtel, chemin de Trois-Portes 11[6] ;
- En 1896, la partie architecturale du Pont de la Coulouvrenière à Genève ;
- En 1904, le phare des Pâquis, à l’entrée du port lacustre de Genève[8] ;
- En 1908, un pavillon de musique quai Ostervald à Neuchâtel, démoli en 1927[6] ;
- Le casino (Kursaal) d’Interlaken, inauguré en 1910.Casino d'Interlaken

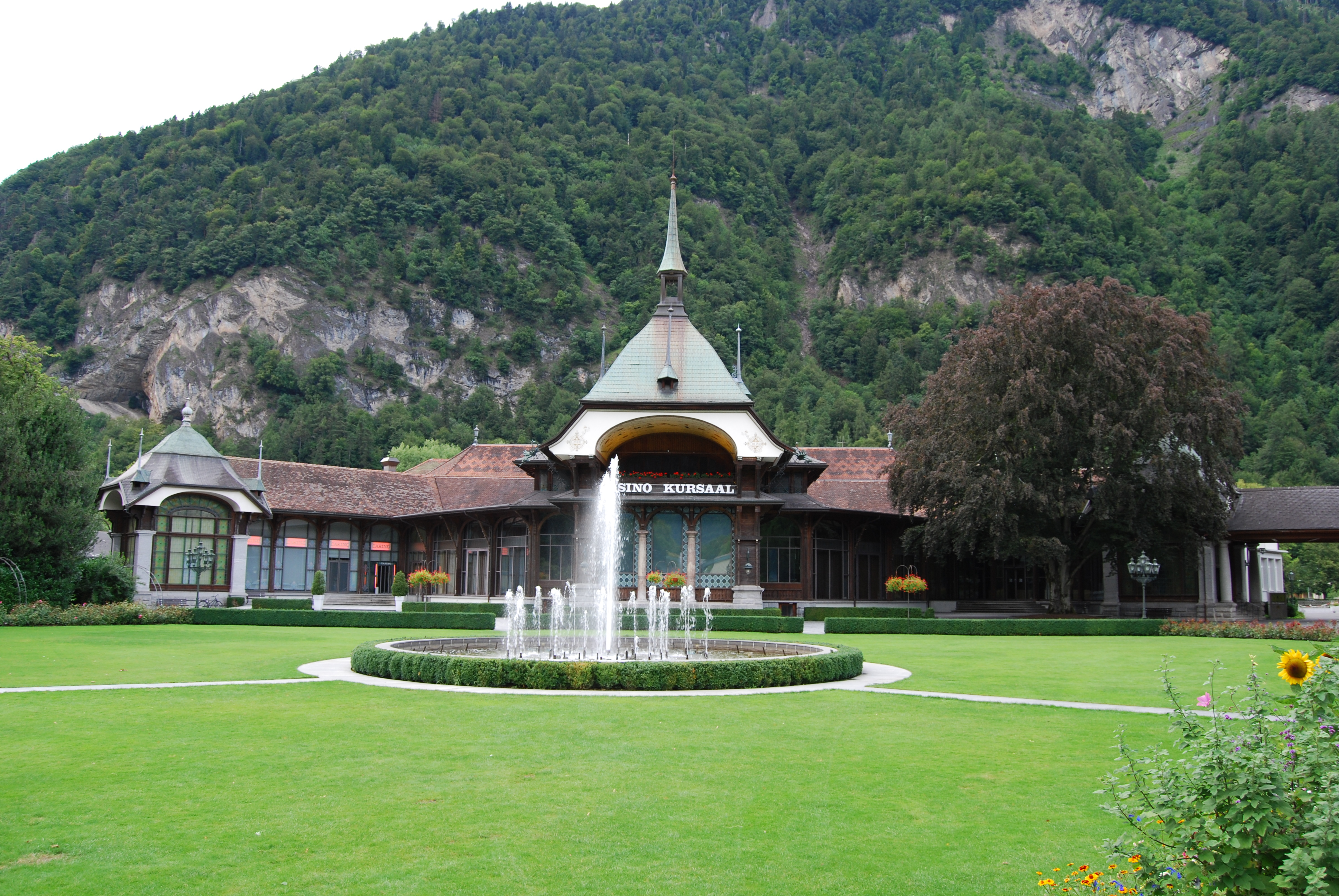
Casino d'Interlaken

Le style de Paul Bouvier se rattache au courant de l’helvétisme : « s’il peut y avoir de nos jours une architecture helvétique se rattachant à la tradition nationale, M. Bouvier en a trouvé la formule ». L’helvétisme favorise les traditions architecturales des cantons suisses (vastes toitures, clochetons), avec une influence de l’Art Nouveau d’origine française.
En 1910, Paul Bouvier met un terme à sa carrière d’architecte pour se consacrer exclusivement à ses activités artistiques.

### Activités artistiques (hors aquarelle)
Il réalise :
- des dessins de façades de bâtiments remarquables de la région parisienne pour le compte d’un périodique d’architecture allemand entre 1885-1886 ;

- une affiche-placard pour l’Exposition Suisse d’Agriculture en 1887[10]  ;
- des dessins pour un programme de concert et un banquet en 1890 ;
- une lithographie patriotique du « Serment des Trois Suisses » à l’occasion du 600e anniversaire de la Confédération, offerte aux enfants des écoles en 1891 [Express 1891.08.12] ;
- des illustrations pour l’Almanach du Messager Boiteux de Neuchâtel à partir de 1895 ;
- une série de cartes postales en couleur reproduisant des aquarelles de Bouvier en 1898 ;
- une création des trophées officiels de la société de tir en 1905[11],[12].

En 1898, il obtient le premier prix pour le projet d’affiche du Tir Fédéral. Cette affiche, réalisée en carton gaufré (Procédé Clément Heaton) représente l’aigle héraldique de Neuchâtel - qui sera dès lors connu sous le nom d’ « Aigle Bouvier ». Elle ne sera pas placardée mais vendue à plusieurs centaines d’exemplaires. Paul Bouvier faisait partie du jury, ce qui fit jaser…
Parmi ses travaux, on relève un sucrier en argent, en forme de gerle miniature : il deviendra le cadeau classiquement offert par le gouvernement neuchâtelois à ses visiteurs de marque. Lors de sa visite à Neuchâtel en 1920, le maréchal Joffre reçut le fameux sucrier-gerle en argent, ainsi qu’une aquarelle, deux œuvres de Paul Bouvier.

Paul Bouvier : activités artistiques (hors aquarelle)
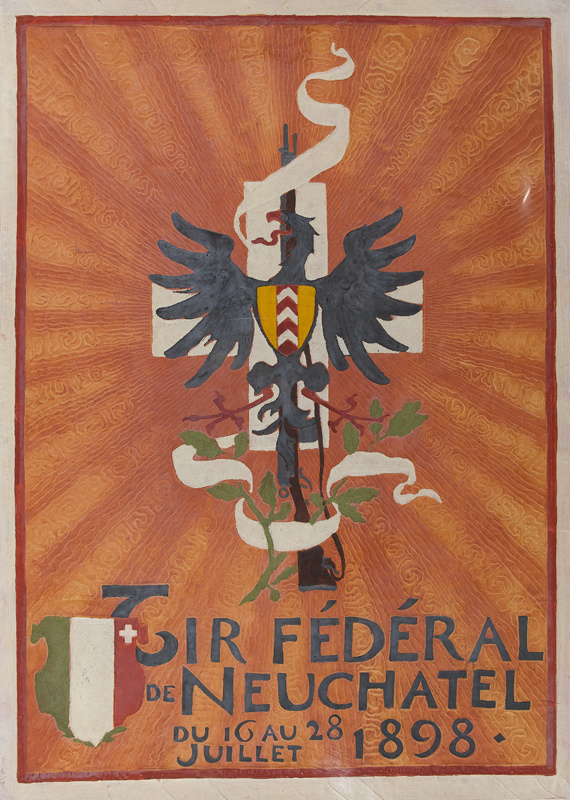
1898 affiche pour le Tir Fédéral

### Activités associatives, enseignement et distinctions
- À partir de 1887, il est un membre actif du Cercle du Musée (Neuchâtel)
- À partir de 1892, il enseigne à l’École de dessin professionnel de Neuchâtel et en prendra plus tard la présidence de la commission
- À partir de 1892, il est membre du Comité de rédaction du Musée Neuchâtelois (périodique suisse pour lequel il réalise également des planches)
- À partir de 1894, le dimanche matin, il ouvre son atelier à de jeunes apprentis ou étudiants dans un domaine artistique (comme le futur grand peintre suisse L’Eplattenier)
- En 1898, Paul Bouvier reçoit la médaille d’honneur de la République et Canton de Neuchâtel
- À partir de 1907, il est membre de la Commission Fédérale des Beaux-Arts
- En 1913, Paul Bouvier est nommé Officier de l’Instruction Publique par le gouvernement français[15] [JO 6.6.1913]
- En 1937, Paul Bouvier est nommé Chevalier de la Légion d’Honneur française à titre étranger[16] [Express 1937.09.06]

Paul Bouvier a toujours eu des sentiments vigoureusement francophiles pendant les conflits entre la France et l'Allemagne
Il est resté célibataire. Il est l’oncle de Pierre-Eugène Bouvier (peintre, 1901-1982) et le cousin de Berthe Bouvier (peintre, 1868-1936).
Une rue Paul Bouvier existe dans la ville de Neuchâtel.

### Voyages dédiés à l’aquarelle
Paul Bouvier se consacre essentiellement à sa région du littoral neuchâtelois. Il effectue aussi de nombreuses excursions dans les Alpes – souvent avec ses amis du Club Alpin – et y réalise des aquarelles. Il voyage en Afrique du Nord en 1888 (en Tunisie), et en 1897 ; il en rapporte plus d’une centaine de dessins et d’aquarelles. Sur le chemin du retour, il peint Malte, la Sicile et l’Italie, mais aussi Marseille et la Côte d’Azur.
En Suisse, il réalise des excursions dans tout le pays avec ses amis Sandreuter, peintre suisse et Templeton Strong, musicien et aquarelliste amateur. À Bex il fait l’acquisition d’une roulotte à chevaux qui sera dorénavant son atelier mobile.
Il voyage en 1891 en Suisse alémanique et au Tessin, en 1902 en Suisse centrale et à Chablais accompagné de Strong, en 1903 à San Remo et Marseille, en 1904 à Gênes et en Italie du nord en 1907 au lac majeur.

### Le style de Paul Bouvier
Patrice Allanfranchini décrit le travail de Paul Bouvier : « D’un simple coup d’œil il est facile de reconnaître une aquarelle de Paul Bouvier tellement celles-ci sont typiques de sa manière de peindre. Leurs verts, leurs gris, leur saveur sont identifiables sans coup férir, montrant bien que Bouvier a conduit son œuvre tout au long de sa vie avec la volonté d’arriver vers une sorte d’absolu pictural. »
« Simplifier », le verbe revient sans cesse dans le credo pictural de Paul Bouvier. Être sobre, exagérer le vrai, savoir où aller, faire intense, poser les couleurs avec force, cligner beaucoup, rester fidèle à la nature, conserver toujours de la transparence, conduire et ordonner, tels sont ses préceptes. Il reprend sans cesse son ouvrage, s'interroge toujours sur le bien-fondé de son art. Paul Bouvier limite sa palette pour obtenir des gris savoureux, des verts naturels, des tons brillants.
Dans un cahier de réflexions, Multa, Paul Bouvier a mis par écrit , de 1912 à 1923, toute sa réflexion d'aquarelliste, cherchant à formuler ses angoisses, ses soucis, ses problèmes. Ces considérations picturales permettent de comprendre ses aspirations et ses ambitions.
L'aquarelle, œuvre spontanée par excellence, exige une grande maîtrise technique : à priori, elle ne tolère pas la retouche. Pour qu'elle retienne les regards, il faut qu'elle contienne des parcelles d'émotion qui lui permette d'accéder au rang d'œuvre d'art. Elle cesse d'être une simple évocation d'une nature ou d'un bâtiment figé. Conscient de ces difficultés, Paul Bouvier s'est interrogé sur les finalités de son art, ne se contentant pas de dilettantisme, ni d'amateurisme. Même si sa production est importante, il a cherché à résoudre les problèmes posés par les tons, les couleurs, la composition, la transparence, la fluidité. Il n'hésitait pas à répéter de nombreuses fois les mêmes sujets, pour arriver à la vraie nature, à accrocher la lumière, à rendre les eaux.
Sa carrière d’architecte l’a occupé jusqu’en 1910, celle d’aquarelliste l’a accompagné jusqu'à sa mort. Son œuvre peinte retient aujourd’hui l’attention. Certes, sa nature d’artiste existe dès ses premiers voyages. De ceux-ci, il rapporte un matériel considérable, tant en relevés, dessins qu'aquarelles. Tout en restant un adepte du paysage tel que le XIXe siècle l'a défini, il devient un peintre moderne grâce à la gamme des nuances qu'il crée. Des tons éclatants de ses premières compositions, aux subtiles grisailles des dix dernières années, il s'est converti à l'art de son siècle tout en conservant les mêmes sujets. Il fait parfois penser à certains maîtres de Barbizon, mais l'harmonie de ses gris, nacrés, onctueux, puissants lui reste propre. Sa modernité ne ressort ni de son dessin ni de ses compositions, qui sont très classiques, mais de la richesse des tons, qu'il a su pousser jusqu'aux limites de l'aquarelle.
Cette technique, à l'exclusion de toute autre démarche, a été l'objet de toute sa puissance de travail. Il conserve une gamme de tons restreints, mais il veut faire accéder à la poésie : se sentir bien face à une image sans savoir pourquoi. La peinture, comme la musique, éveille les sens : l'œuvre de Bouvier les fait vibrer. Patrice Allanfranchini écrit : « Il a peint le bonheur de vivre : nous ne pouvons ressentir que joie et bien-être en contemplant ce qu'il nous a légué. ».
- Aquarelles de Paul Bouvier

Sur un petit carton, dans son journal intitulé MULTA, Paul Bouvier a écrit en majuscules :
Me rappeler sans cesse les conditions qui font une bonne peinture
- simplifier
- frapper fort sur le caractère – l’exagération en vrai de ce qui constitue la physionomie propre d’une chose ou d’un être lui donne du caractère
- être sobre – mépriser le détail inutile
- penser sans cesse à la grosse question des valeurs ; n’en parler que le moins possible
- ne jamais commencer un ouvrage sans savoir exactement ce que l’on veut
- faire très intense
- poser hardiment la couleur avec une très grande force
- cligner beaucoup et toujours cligner
- rester très fidèle à la nature – ne pas la changer mais bien appuyer sur ce qu’on veut dire, fortement
- poser résolument les lumières
- être toujours transparent – sans transparence, l’aquarelle n’est rien
- simplifier toujours et sans cesse, comme Harpignies qui est sincère et simplificateur
- simplifier la palette le plus possible – la richesse d’un ton vient bien moins du ton lui-même que de la manière dont on l’aura amené, entouré
- il faut conduire une aquarelle et l’ordonner